# タイ・リーグ4
タイ・リーグ4（タイ語: ไทยลีก 4, 英語: Thai League 4、通称T4は、かつて存在していたタイ王国のリーグ構成において上から4番目に位置するサッカーリーグである。スポンサーの協賛により、2017年は「ユーロケーキ・リーグ」　(Euro Cake League Pro)、2018年〜2019年は「オムシン・リーグ」 (Omsin League Pro) とも呼ばれた。
旧称はリージョナルリーグ・ディヴィジョン2（タイ語: ลีกภูมิภาค ดิวิชั่น 2, 英語: Regional League Division 2）。2017年に新たにタイ・リーグ3(T3)が設立され、2016年のディヴィジョン2に参加していたクラブのうちT3に参加しないクラブとT1所属クラブのリザーブチームがタイ・リーグ4に参加する。T1のリザーブチームは上位に入っても昇格はできない。
タイ・リーグ4はタイを6地域（バンコク首都圏、東部、西部、北部、北東部、南部）に分けた地域リーグと、各地域リーグの上位12チームが参加するチャンピオンズリーグによる2ステージ制で構成される。チャンピオンズリーグに参加する12チームは6チームずつ2つのグループに分けられ、各グループの上位2チームと3位チームのうち成績上位だったチームの合計5チームが翌年のタイ・リーグ3に昇格する（2017年シーズンのフォーマットによる）。
2020年、COVID-19パンデミックの影響によってタイ・リーグは秋春制へ移行するとともに、タイ・リーグ4はタイ・リーグ3に統合される形で消滅した。

## 歴史
2006年、リージョナルリーグ・ディヴィジョン2はプレミアリーグ、ディヴィジョン1リーグに次ぐ3番目のサッカーリーグとして創設された。
2009年、全国を5地域（北部、東北部、中部・東部、バンコク、南部）に分けた地域リーグが創設され、各地域の優勝チームが参加するチャンピオンズリーグとの2段階のリーグ方式に変更された。2010年にはチャンピオンズリーグの参加チーム数が5から12に増加され、各地域の優勝チームだけでなく、上位チームも参加する方式に変更された。2013年には新たに中部・西部地域リーグが創設され、地域リーグ数は5から6に増加した。
タイ・リーグはリブランディングにより、2017年シーズンから従来のプレミア、ディヴィジョン1、リージョナルリーグ・ディヴィジョン2はそれぞれタイ・リーグ1 (T1) 、タイ・リーグ2 (T2) 、タイ・リーグ4 (T4) に改名されたが、これと同時にT2とT4の間にタイ・リーグ3 (T3) が新設された。T3の参加クラブを決定するために2016年シーズンに限りディヴィジョン2の地域リーグ数は8に拡大され、各地域の上位2クラブでノックアウト方式のチャンピオンズリーグが行われた。
 北部地域リーグ（14チーム）

 東北部地域リーグ（14チーム）

 中部・東部地域リーグ（14チーム）

 中部・西部地域リーグ（14チーム）

 バンコク地域リーグ（14チーム）

## 結果

### チャンピオンズリーグ
| 回 | 年度 | グループ | 優勝                                       | 2位                        | 他の昇格チーム                            | クラブ数 |
| -- | ---- | -------- | ------------------------------------------ | -------------------------- | ----------------------------------------- | -------- |
| 1  | 2006 |          | チュラ・ユナイテッドFC (C)                 |                            |                                           |          |
| 2  | 2007 |          | ムアントン・ユナイテッドFC (C)             | PTTラヨーンFC              |                                           | 12       |
| 3  | 2008 | A        | プラーチーンブリーFC (C)                   | ソンクラーFC (3)           |                                           | 11       |
| 3  | 2008 | B        | アーミー・ウエルフェアー・デパートメントFC | シーサケートFC             |                                           | 11       |
| 4  | 2009 |          | ラパチャFC (C)                             | チェンライ・ユナイテッドFC | ナラー・ユナイテッドFC（3位）             | 5        |
| 5  | 2010 | A        | ブリーラムFC (C)                           | チエンマイFC (3)           | サラブリーFC（3位） JWランシットFC（4位） | 6        |
| 5  | 2010 | B        | プーケットFC                               | チャイナートFC             | バンコクFC（4位）                         | 6        |
| 6  | 2011 | A        | ラーチャブリーFC (C)                       | パッタルンFC (3)           |                                           | 6        |
| 6  | 2011 | B        | ナコーンラーチャシーマーFC                 | クラビーFC                 |                                           | 6        |
| 7  | 2012 | A        | アユタヤFC (C)                             | ラヨーン・ユナイテッドFC   |                                           | 6        |
| 7  | 2012 | B        | トラートFC                                 | ラヨーンFC (3)             |                                           | 6        |
| 8  | 2013 | A        | ローイエット・ユナイテッドFC (C)           | ピッサヌロークFC (3)       |                                           | 6        |
| 8  | 2013 | B        | チエンマイFC                               | アーントーンFC             |                                           | 6        |
| 9  | 2014 | A        | プラチュワップFC (C)                       | ピチットFC                 |                                           | 6        |
| 9  | 2014 | B        | タイ・ホンダFC                             | スコータイFC (3)           |                                           | 6        |

- 太字はディヴィジョン1リーグに昇格したチーム。
- (C)はディヴィジョン2リーグ優勝チーム。(3)は3位決定戦勝者チーム。
- 2008年のグループB優勝のアーミー・ウエルフェアー・デパートメントFCはリーグから撤退した。
- 2010年は各グループ3位・4位チームがディヴィジョン1リーグ下位4チームと入れ替え戦を実施した。サラブリーFCは2戦合計2-3で敗れたが、ディヴィジョン1リーグのナコーンパトム・ユナイテッドFCが2年間の出場停止処分を受けたため[4]、代わりにディヴィジョン1リーグに昇格した。
  - JWランシットFC 1-0 プラーチーンブリーFC（DIV1 13位）
  - サラブリーFC 2-3 スパンブリーFC（DIV1 15位）
  - ラヨーンFC 2-4 RBACミトラパープFC（DIV1 14位）
  - バンコクFC 11-2 ナラー・ユナイテッドFC（DIV1 16位）

### 地域リーグ
| 回 | 年度 | 地域       | 優勝                                                                        | クラブ数 |
| -- | ---- | ---------- | --------------------------------------------------------------------------- | -------- |
| 1  | 2009 | 北部       | チェンライ・ユナイテッドFC                                                  | 11       |
| 1  | 2009 | 東北部     | ルーイ・シティFC                                                            | 11       |
| 1  | 2009 | 中部・東部 | サムットプラーカーンFC                                                      | 12       |
| 1  | 2009 | バンコク   | ラパチャFC                                                                  | 10       |
| 1  | 2009 | 南部       | ナラー・ユナイテッドFC                                                      | 8        |
| 2  | 2010 | 北部       | チエンマイFC                                                                | 16       |
| 2  | 2010 | 東北部     | ルーイ・シティFC                                                            | 16       |
| 2  | 2010 | 中部・東部 | サラブリーFC                                                                | 16       |
| 2  | 2010 | バンコク   | バンコクFC                                                                  | 13       |
| 2  | 2010 | 南部       | プーケットFC                                                                | 13       |
| 3  | 2011 | 北部       | ピッサヌロークFC                                                            | 16       |
| 3  | 2011 | 東北部     | ローイエット・ユナイテッドFC                                                | 16       |
| 3  | 2011 | 中部・東部 | ラーチャブリーFC                                                            | 16       |
| 3  | 2011 | バンコク   | カセートサート・ユニバーシティFC                                            | 16       |
| 3  | 2011 | 南部       | クラビーFC                                                                  | 13       |
| 4  | 2012 | 北部       | チエンマイFC                                                                | 18       |
| 4  | 2012 | 東北部     | ローイエット・ユナイテッドFC                                                | 16       |
| 4  | 2012 | 中部・東部 | アユタヤFC                                                                  | 18       |
| 4  | 2012 | バンコク   | タイ・ホンダFC                                                              | 18       |
| 4  | 2012 | 南部       | トランFC                                                                    | 11       |
| 5  | 2013 | 北部       | チエンマイFC                                                                | 16       |
| 5  | 2013 | 東北部     | ローイエット・ユナイテッドFC                                                | 16       |
| 5  | 2013 | 中部・東部 | パクチョン・ユナイテッドFC （当時はルック・イーサーン・タイ・エアウェイズ） | 14       |
| 5  | 2013 | 中部・西部 | アーントーンFC                                                              | 13       |
| 5  | 2013 | バンコク   | Paknampho NSRU FC                                                           | 14       |
| 5  | 2013 | 南部       | ナラー・ユナイテッドFC                                                      | 11       |
| 6  | 2014 | 北部       | スコータイFC                                                                | 14       |
| 6  | 2014 | 東北部     | ウボンラーチャターニーFC                                                    | 14       |
| 6  | 2014 | 中部・東部 | プラーチーンブリー・ユナイテッドFC                                          | 14       |
| 6  | 2014 | 中部・西部 | ホアヒン・シティFC                                                          | 14       |
| 6  | 2014 | バンコク   | タイ・ホンダFC                                                              | 14       |
| 6  | 2014 | 南部       | プラチュワップFC                                                            | 13       |
| 7  | 2015 | 北部       |                                                                             | 14       |
| 7  | 2015 | 東北部     |                                                                             | 18       |
| 7  | 2015 | 中部・東部 |                                                                             | 14       |
| 7  | 2015 | 中部・西部 |                                                                             | 13       |
| 7  | 2015 | バンコク   |                                                                             | 14       |
| 7  | 2015 | 南部       |                                                                             | 10       |